# Dūkšta

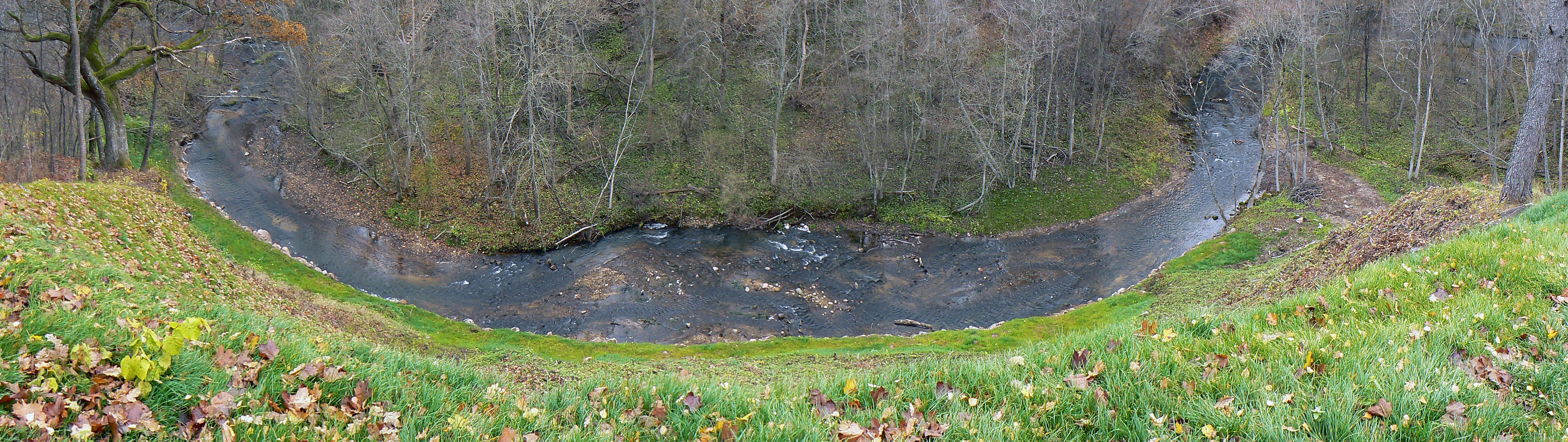
Dūkšta od „hradiště“ Buivydų piliakalnis

Dūkšta je řeka 2. řádu ve východní části Litvy, v okrese Vilnius, pravý přítok řeky Neris, do které se vlévá u vsi Karmazinai, 2 km na západojihozápad od obce Dūkštos, 113,2 km od jejího ústí do Němenu. Pramení na západním okraji vsi Gudeliai, 16 km na severoseverozápad od Vilniusu. Teče zpočátku směrem celkově severním, protéká před vsí Kalikstiškės jezerem Skauduliškių ežeras, přičemž se stáčí do směru západního, křižuje dálnici A2/E272, protéká jižní částí města Maišiagala. Dále protéká rybníkem Kiemelių tvenkinys, za kterým se stáčí k jihu, protéká obcí Dūkštos a u vsi Karmazinai se vlévá do Nerisu. Průměrný spád je 3,44 m/km; poslední dva kilometry je spád 13,81 m/km, hloubka koryta 1,6-2,2 m, rychlost toku 0,2 m/s.

## Vodácká trasa
Řeka Dūkšta má největší spád ze všech litevských řek, proto patří mezi nejzajímavější litevské toky z hlediska obtížnosti. Bohužel úroveň hladiny je vhodná pro sjezd pouze v období zvýšené hladiny, nejčastěji v jarním období. 

## Přítoky
- Levé:

| Hydrologické pořadí | Řeka       | Délka (km) | Povodí (km²) | Vzdálenost od ústí (km) | Ústí kde | Koordináty ústí |
| ------------------- | ---------- | ---------- | ------------ | ----------------------- | -------- | --------------- |
| 12010651            | D - 1      | 3,8        | 6,2          | 24,1                    |          |                 |
| 12010654            | Vilnoja    | 10,6       | 21,2         | 11,7                    |          |                 |
| 12010655            | Gnesvianka | 10,2       | 15,9         | 11,6                    |          |                 |
| 12010658            | Ringys     | 3,3        | 6,7          | 3,6                     |          |                 |

- Pravé:

| Hydrologické pořadí | Řeka     | Délka (km) | Povodí (km²) | Vzdálenost od ústí (km) | Ústí kde | Koordináty ústí |
| ------------------- | -------- | ---------- | ------------ | ----------------------- | -------- | --------------- |
| 12010652            | D - 2    | 3,4        | 3,2          | 20,5                    |          |                 |
| 12010653            | Karvelė  | 3,9        | 19,6         | 16,6                    |          |                 |
| 12010656            | Vaišvilė | 7,2        | 15,4         | 7,7                     |          |                 |